# Bytom Odrzański (stad)
Bytom Odrzański (Duits: Beuthen an der Oder) is een stad in het Poolse woiwodschap Lubusz, gelegen in de powiat Nowosolski. De oppervlakte bedraagt 2,36 km², het inwonertal 4365 (2005).

## Verkeer en vervoer
- Station Bytom Odrzański